# Virale marketing
Virale marketing is een marketingtechniek die probeert met behulp van bestaande sociale netwerken de bekendheid van een merk te vergroten (of positieve associaties te bewerkstelligen) op een manier die te vergelijken is met een virale epidemie. Het lijkt op mond-tot-mondreclame versterkt door het internet, waardoor snel en goedkoop een groot aantal mensen bereikt kan worden. Virale marketing richt zich op consumenten, niet bedrijven.

## Kenmerken
De veronderstelling bij virale marketing is dat als een uiting een "ontvankelijk" individu bereikt, dit individu "besmet" wordt. Zolang elke besmette persoon gemiddeld meer dan één andere persoon benadert met de uiting, ofwel de voortplantingsquote is groter dan 1, zal net als bij een epidemie het aantal besmette personen volgens een logistische curve groeien, waarvan het eerste deel exponentieel lijkt.
Zolang iedere persoon de uiting naar ten minste één andere persoon doorstuurt, zal de campagne in principe eeuwig door blijven gaan, of in elk geval totdat alle ontvankelijke personen bereikt zijn. In de praktijk zal op een gegeven moment de voortplantingsquote kleiner dan 1 worden, waardoor de campagne uitsterft. Bij een voortplantingsquote van gemiddeld 0,7 zullen van elke 100 recent geïnfecteerden er 70 de uiting doorsturen, die op hun beurt de uiting ook weer naar 49 personen doorsturen et cetera. Uiteindelijk zal een virale campagne met een voortplantingsquote van 0,7, die begon met 100 geïnfecteerde personen, bij benadering 333 personen bereikt hebben.
Erg goede campagnes kunnen in de beginperiode gemiddelde voortplantingsquotes van (ruim) boven de 1 halen. Een getallenvoorbeeld waarbij een virale campagne bij 500 personen wordt uitgezet en de gemiddelde voortplantingsquote de eerste zeven dagen op gemiddeld 4 per dag ligt resulteert al in meer dan 1,6 miljoen "geïnfecteerde" personen. Zelfs in de uitdovingsfase daarna zullen nog enkele miljoenen nieuwe personen met de campagne geconfronteerd worden. Door onderzoek kan vooraf een verwachting uitgesproken worden omtrent de grootte op de piek van de campagne (=periode met meeste aantal nieuwe besmettingen per dag), de te verwachten lengte van de epidemie en het totale bereik van de campagne. Cijfers in de praktijk liggen echter vooralsnog lager. In februari 2007 berichtte De Telegraaf dat de tot dan toe succesvolste Nederlandse virale campagne 500.000 keer gedownload was in de eerste 72 uur. Een andere succesvolle viral was het filmpje "Boeing 737 lands on Mediterranean Sea" van reisorganisatie X-Travel.nl. Meer dan 2 miljoen mensen hebben naar het filmpje gekeken.
Anders dan bij een pure virale campagne die moeilijk(er) te meten is, gebruikte de SP een variant die vanaf een centrale server gedraaid werd. Hierdoor is inzicht in de campagnevoortgang en controle makkelijker realiseerbaar.
Virale marketing wordt vaak toegepast in de vorm van een reclamefilmpje. Uit recent onderzoek van de Radboud Universiteit Nijmegen blijkt dat deze zogenaamde viral commercials meer effect op de consument hebben dan tv-reclame. Volgens de onderzoekers kunnen viral commercials grofweg in drie categorieën verdeeld worden, namelijk: Grof, Geil of Grappig (de 3 G's). Uit vervolgonderzoek bleek dat de categorie Grappig de kans op een viraal effect het meest vergroten. Echter, uit ander onderzoek blijkt dat men wel moet opletten met het voeren van andere vormen van marketing. Zo blijkt adverteren in de traditionele media een negatief effect te hebben op het virale effect. Mensen lijken minder geneigd zijn virals door te sturen op het moment dat er duidelijk een commerciële boodschap achter zit en/of mensen zijn minder geneigd boodschappen door te sturen als ze geen pionier meer kunnen zijn omdat er via de traditionele media zo veel op is gewezen.
Bovendien kleven er ook risico's aan het gebruik van virale marketing. Aangezien de marketingboodschap door het internet, de verscheidene fora en sociale netwerken zich razendsnel over het net verplaatst, kunnen verkeerde klantgroepen worden benaderd. Een juiste heroverweging van risicomanagement is in dat geval van belang. Vooral voor grote bedrijven kan het gebruik van virale marketing imagoschade met zich mee brengen.
Om het virale effect te starten, te stimuleren of te sturen wordt in toenemende mate gebruikgemaakt van seeding. Deze techniek helpt het virale proces een handje door actief mensen en websites te informeren over de campagne. Daarmee heeft de opdrachtgever meer invloed op de richting en het resultaat van de viralemarketingcampagne.
Virale advertenties kunnen ook deel uitmaken van een viralemarketingcampagne. Een van de vaak gebruikte methoden is dat mensen leuke en interessante informatie graag met elkaar delen en doorsturen. Virale reclames zijn dan ook meestal grappige videofilmpjes of interactieve Flash-games, plaatjes of soms zelfs tekst.

## Geschiedenis
Volgens sommigen was venturekapitalist Steve Jurvetson in 1997 de eerste die een virale campagne beschreef in de vorm van Hotmails gebruik om aan verstuurde e-mails advertenties voor zichzelf toe te voegen. Echter, het woord virus werd al expliciet gebruikt door mediarecensent Douglas Rushkoff in zijn boek Media Virus uit 1994.

## Voordelen
- Vergeleken met traditionele media kent virale marketing doorgaans een kostenvoordeel.
- Het mechanisme sluit goed aan bij specifieke doelgroepen zoals jongeren, die via de traditionele media moeilijker te bereiken zijn.
- De snelheid van de campagne wordt doorgaans als groot voordeel gezien. Traditionele media zoals televisie hebben een relatief lange aanloopperiode nodig voordat consumenten de reclame voldoende herkennen.

## Nadelen
- Het ontwerpen van virale campagnes is lastig en vereist specifieke vaardigheden. Wat in het verleden werkte, doet dat doorgaans in het heden al niet meer.
- Vaak is het bij een echt succesvolle campagne niet direct duidelijk dat het om een virale campagne gaat. "Ontdekking" van de commerciële boodschap kan in het ergste geval het succes van de campagne vroegtijdig beëindigen.
- De virale campagne onttrekt zich, zodra eenmaal gelanceerd, vaak aan de invloed van de onderneming. Waar bij een reclamefilm op televisie binnen enkele uren een campagne gestaakt kan worden, is dit bij virale campagnes meestal niet meer het geval.
- Sommige mensen stellen het ontvangen van filmpjes en andere uitingen niet op prijs. Het is mogelijk dat dit negatief uitstraalt op het merk of het imago van de fabrikant.